# Barisis-aux-Bois
Barisis-aux-Bois és un municipi francès situat al departament de l'Aisne i a la regió dels Alts de França. L'any 2007 tenia 704 habitants.

## Demografia

### Població
El 2007 la població de fet de Barisis era de 704 persones. Hi havia 282 famílies de les quals 68 eren unipersonals (20 homes vivint sols i 48 dones vivint soles), 111 parelles sense fills, 87 parelles amb fills i 16 famílies monoparentals amb fills.
La població ha evolucionat segons el següent gràfic:
Habitants censats

### Habitatges
El 2007 hi havia 322 habitatges, 281 eren l'habitatge principal de la família, 23 eren segones residències i 17 estaven desocupats. Tots els 319 habitatges eren cases. Dels 281 habitatges principals, 237 estaven ocupats pels seus propietaris, 33 estaven llogats i ocupats pels llogaters i 11 estaven cedits a títol gratuït; 1 tenia una cambra, 6 en tenien dues, 38 en tenien tres, 76 en tenien quatre i 161 en tenien cinc o més. 214 habitatges disposaven pel capbaix d'una plaça de pàrquing. A 113 habitatges hi havia un automòbil i a 140 n'hi havia dos o més.

### Piràmide de població
La piràmide de població per edats i sexe el 2009 era:
| Homes | Edats   | Dones |
| ----- | ------- | ----- |
| 4     | 95 o +  | 0     |
| 0     | 90 a 94 | 0     |
| 8     | 85 a 89 | 4     |
| 4     | 80 a 84 | 4     |
| 20    | 75 a 79 | 16    |
| 16    | 70 a 74 | 12    |
| 16    | 65 a 69 | 24    |
| 8     | 60 a 64 | 16    |
| 32    | 55 a 59 | 16    |
| 20    | 50 a 54 | 20    |
| 32    | 45 a 49 | 28    |
| 28    | 40 a 44 | 12    |
| 12    | 35 a 39 | 20    |
| 40    | 30 a 34 | 32    |
| 8     | 25 a 29 | 20    |
| 20    | 20 a 24 | 24    |
| 20    | 15 a 19 | 16    |
| 12    | 10 a 14 | 0     |
| 12    | 5 a 9   | 24    |
| 24    | 0 a 4   | 24    |

## Economia
El 2007 la població en edat de treballar era de 447 persones, 322 eren actives i 125 eren inactives. De les 322 persones actives 292 estaven ocupades (172 homes i 120 dones) i 30 estaven aturades (11 homes i 19 dones). De les 125 persones inactives 50 estaven jubilades, 31 estaven estudiant i 44 estaven classificades com a «altres inactius».

### Ingressos
El 2009 a Barisis-aux-Bois hi havia 292 unitats fiscals que integraven 777 persones, la mediana anual d'ingressos fiscals per persona era de 17.614 €.

### Activitats econòmiques
Dels 13 establiments que hi havia el 2007, 1 era d'una empresa alimentària, 1 d'una empresa de fabricació de material elèctric, 2 d'empreses de fabricació d'altres productes industrials, 3 d'empreses de construcció, 3 d'empreses de comerç i reparació d'automòbils, 1 d'una empresa d'hostatgeria i restauració, 1 d'una empresa financera i 1 d'una empresa classificada com a «altres activitats de serveis».
Dels 3 establiments de servei als particulars que hi havia el 2009, 2 eren paletes i 1 lampisteria.
Dels 2 establiments comercials que hi havia el 2009, 1 era una botiga de menys de 120 m² i 1 una fleca.
L'any 2000 a Barisis hi havia 8 explotacions agrícoles.

## Equipaments sanitaris i escolars
El 2009 hi havia una escola elemental.

## Poblacions més properes
El següent diagrama mostra les poblacions més properes.